# The Adventures of Rain Dance Maggie
The Adventures of Rain Dance Maggie is de zevende single op het album 'I'm with You' uit 2011 van de Red Hot Chili Peppers.

## Geschiedenis
Het is de eerste single van het album, hun eerste single sinds "Hump de Bump" in 2007 en de eerste single met de nieuwe gitarist, Josh Klinghoffer. Het liedje verscheen voor het eerst op de radio op 15 juli 2011, dit was drie dagen eerder dan verwacht vanwege het per ongeluk verschijnen van het liedje op internet. Het digitaal downloaden van "The Adventures of Rain Dance Maggie" werd mogelijk gemaakt op 18 juli, terwijl de single vier dagen later uitkwam. De videoclip werd op 17 augustus voor het eerst vertoond. De single werd nummer 1 in de Billboard Rock Songs en staat daar al acht weken. Op 10 augustus werd het liedje de twaalfde nummer 1-hit op de Billboard Alternative Songs chart, waar het vier weken achter elkaar bleef staan.